# Atelopus siranus
Atelopus siranus is een kikker uit de familie padden (Bufonidae) en het geslacht klompvoetkikkers (Atelopus). De soort werd voor het eerst wetenschappelijk beschreven door Stefan Lötters en Martin J. Henzl in 2000. Omdat de soort pas sinds recentelijk is beschreven wordt de kikker in veel literatuur nog niet vermeld.
Atelopus siranus leeft in delen van Zuid-Amerika en komt endemisch voor in Peru. De kikker is bekend van een hoogte van ongeveer 2400 meter boven zeeniveau. De soort komt in een relatief klein gebied voor en is hierdoor kwetsbaar. Door de internationale natuurbeschermingsorganisatie IUCN wordt de status van de soort omschreven als 'onbekend'.
Atelopus siranus komt voor in onherbergzame streken. De soort is waarschijnlijk voor het laatst waargenomen in 1988.